# رور اوثاگ
رور اوثاگ (انگلیسی: Roar Uthaug؛ زادهٔ ۲۵ اوت ۱۹۷۳) کارگردان فیلم اهل نروژ است.

## آثار کارگردانی
- مدیریت مارتین (۲۰۰۲)
- طعمه سرد (۲۰۰۶)
- نقره جادویی (۲۰۰۹)
- گریز (۲۰۱۲)
- موج (۲۰۱۵)
- مهاجم مقبره (۲۰۱۸)
- ترول (۲۰۲۲)